# Chilodontidae
Chilodontidae là một họ nhỏ cá vây tia thuộc bộ Characiformes nước ngọt xuất hiện ở vùng Bắc và Trung bộ Nam Mỹ.

## Các chi
Họ này được ghi nhận gồm 2 chi:
- Caenotropus (4 loài)
- Chilodus (4 loài)